# Felix (film fra 1921)
 For alternative betydninger, se Felix. (Se også artikler, som begynder med Felix)
Felix er en norsk film fra 1921.
Filmen er baseret på historien Keiser Felix skrevet af Gustav Aagaard, omskrevet til film af Gunnar Nilsen-Vig, som også fotograferede filmen. Rasmus Breistein instruerede filmen som var produceret af Kommunenes Filmcentral.

## Medvirkende
- Aagot Børseth - Signe, præstens datter
- Julian Strøm - Felix
- Edvard Drabløs - Abraham, losen
- Lars Tvinde - Carl Jensinius, Præsten
- Guri Stormoen - Prestefruen
- Asta Nielsen - Zazako, Felixs søster
- Nils Hald - Torleif
- Marie Flagstad - Tante Malla
- Eugen Skjønberg - Doktoren
- Henny Skjønberg - En tjenestepige